# Lijst van gemeentelijke monumenten in Sittard-Geleen
De gemeente Sittard-Geleen heeft 233 gemeentelijke monumenten, hieronder een overzicht. Zie ook de rijksmonumenten in Sittard-Geleen.

## Born
De plaats Born kent 4 gemeentelijke monumenten:
| Object                                  | Bouwjaar | Architect              | Locatie             | Coördinaten                  | Nr.        | Afbeelding  |
| --------------------------------------- | -------- | ---------------------- | ------------------- | ---------------------------- | ---------- | ----------- |
| Woonhuis in expressionistische stijl    | ca. 1933 | vermoedelijk A.H. Spee | Bronstraat 4        | 51° 1' 47" NB, 5° 48' 30" OL | 1883/GM001 | Upload foto |
| Voormalig Sint-Josephklooster           | 1936     | J.J. Wielders          | Bronstraat 9        | 51° 1' 48" NB, 5° 48' 32" OL | 1883/GM022 | Upload foto |
| Voormalige pastorie                     | ca. 1895 |                        | Mgr. Buckxstraat 14 | 51° 1' 51" NB, 5° 48' 17" OL | 1883/GM023 | Upload foto |
| Woonhuis uit 1930 in traditionele stijl | 1930     |                        | Sittarderweg 14     | 51° 1' 36" NB, 5° 49' 1" OL  | 1883/GM002 | Upload foto |

## Buchten
De plaats Buchten kent 5 gemeentelijke monumenten:
| Object                  | Bouwjaar                | Architect | Locatie              | Coördinaten                  | Nr.        | Afbeelding   |
| ----------------------- | ----------------------- | --------- | -------------------- | ---------------------------- | ---------- | ------------ |
| Voormalige pastorie     | 1851                    |           | Dorpstraat 29        | 51° 2' 42" NB, 5° 48' 28" OL | 1883/GM028 | Upload foto  |
| Boerderij met bakhuis   | XIXb                    |           | Dorpstraat 32        | 51° 2' 43" NB, 5° 48' 27" OL | 1883/GM029 | Upload foto  |
| Café Central            | 1939                    |           | Dorpstraat 48 en 50  | 51° 2' 39" NB, 5° 48' 27" OL | 1883/GM003 | Café Central |
| Voormalig gemeentehuis  | 1885, in 1933 verbouwd  |           | Dorpstraat 53 en 53a | 51° 2' 37" NB, 5° 48' 30" OL | 1883/GM030 | Upload foto  |
| Voormalige parochiezaal | 1866 met ouder muurwerk |           | Kerkvonderen 5       | 51° 2' 41" NB, 5° 48' 30" OL | 1883/GM004 | Upload foto  |

## Einighausen
De plaats Einighausen kent 3 gemeentelijke monumenten:
| Object    | Bouwjaar                    | Architect    | Locatie              | Coördinaten                  | Nr.        | Afbeelding  |
| --------- | --------------------------- | ------------ | -------------------- | ---------------------------- | ---------- | ----------- |
| Bakhuis   | XIX                         |              | Everstraat achter 34 | 51° 0' 14" NB, 5° 49' 42" OL | 1883/GM031 | Upload foto |
| Boerderij | 1748, in XIX gemoderniseerd |              | Everstraat 44        | 51° 0' 16" NB, 5° 49' 47" OL | 1883/GM032 | Boerderij   |
| Pastorie  | 1935                        | Ben Schinkel | Heistraat 9          | 51° 0' 7" NB, 5° 49' 36" OL  | 1883/GM033 | Pastorie    |

## Geleen
De plaats Geleen kent 63 gemeentelijke monumenten, zie de Lijst van gemeentelijke monumenten in Geleen

## Grevenbicht
De plaats Grevenbicht kent 9 gemeentelijke monumenten:
| Object                         | Bouwjaar                     | Architect     | Locatie               | Coördinaten                  | Nr.        | Afbeelding             |
| ------------------------------ | ---------------------------- | ------------- | --------------------- | ---------------------------- | ---------- | ---------------------- |
| Voormalige boerderij           | ca. 1910                     |               | Aan de Greune Paol 42 | 51° 2' 29" NB, 5° 46' 33" OL | 1883/GM005 | Upload foto            |
| Woonhuis                       |                              | ca. 1870-1880 | Beegter Markt 8       | 51° 2' 30" NB, 5° 46' 18" OL | 1883/GM006 | Upload foto            |
| Voormalig gemeentehuis         | 1916                         | J. Bertrams   | Boulevard 1           | 51° 2' 31" NB, 5° 46' 20" OL | 1883/GM098 | Voormalig gemeentehuis |
| Trafohuisje                    | 1921                         |               | Boulevard 1a          | 51° 2' 31" NB, 5° 46' 21" OL | 1883/GM099 | Upload foto            |
| Woonhuizen                     | 1907                         |               | Boulevard 16 en 18    | 51° 2' 31" NB, 5° 46' 30" OL | 1883/GM100 | Upload foto            |
| Woonhuis                       | XIXd met oudere kern (XVIII) |               | Heilig Kruisstraat 6  | 51° 2' 25" NB, 5° 46' 6" OL  | 1883/GM007 | Upload foto            |
| Voormalige burgemeesterswoning | ca. 1930                     | J.J. Wielders | Merker-Eyckstraat 9   | 51° 2' 33" NB, 5° 46' 36" OL | 1883/GM101 | Upload foto            |
| Voormalig veerhuis/café        | XIXd - XXa                   |               | Oude Veerstraat 9     | 51° 2' 26" NB, 5° 46' 4" OL  | 1883/GM008 | Upload foto            |
| Woonhuizen                     | 1909                         |               | Pannesheuvel 2        | 51° 2' 31" NB, 5° 46' 17" OL | 1883/GM009 | Upload foto            |

## Guttecoven
De plaats Guttecoven kent 3 gemeentelijke monumenten:
| Object    | Bouwjaar | Architect | Locatie             | Coördinaten                 | Nr.        | Afbeelding  |
| --------- | -------- | --------- | ------------------- | --------------------------- | ---------- | ----------- |
| Boerderij | ca. 1850 |           | Dorpsstraat 17      | 51° 0' 46" NB, 5° 49' 1" OL | 1883/GM102 | Upload foto |
| Boerderij | 1890     |           | Dorpsstraat 18      | 51° 0' 49" NB, 5° 49' 1" OL | 1883/GM103 | Upload foto |
| Boerderij | 1868     |           | Wijnrankenstraat 13 | 51° 0' 51" NB, 5° 49' 8" OL | 1883/GM104 | Upload foto |

## Holtum
De plaats Holtum kent 5 gemeentelijke monumenten:
| Object                        | Bouwjaar | Architect             | Locatie            | Coördinaten                  | Nr.        | Afbeelding  |
| ----------------------------- | -------- | --------------------- | ------------------ | ---------------------------- | ---------- | ----------- |
| Boerderij                     | ca. 1850 |                       | Kloosterstraat 1   | 51° 2' 57" NB, 5° 49' 24" OL | 1883/GM105 | Boerderij   |
| Schuur van boerderij          | ca. 1800 |                       | Kloosterstraat 13A | 51° 2' 55" NB, 5° 49' 28" OL | 1883/GM106 | Upload foto |
| Voormalige onderwijzerswoning | 1914     | J. Cleven, Nieuwstadt | Kloosterstraat 14  | 51° 2' 54" NB, 5° 49' 28" OL | 1883/GM107 | Upload foto |
| Voormalige pastorie           | XIXd     |                       | Kloosterstraat 19  | 51° 2' 54" NB, 5° 49' 30" OL | 1883/GM108 | Upload foto |
| Woonhuis                      | 1885     |                       | Martinusstraat 30  | 51° 2' 54" NB, 5° 49' 16" OL | 1883/GM109 | Upload foto |

## Limbricht
De plaats Limbricht kent 2 gemeentelijke monumenten:
| Object      | Bouwjaar  | Architect | Locatie       | Coördinaten                  | Nr.        | Afbeelding  |
| ----------- | --------- | --------- | ------------- | ---------------------------- | ---------- | ----------- |
| Boerderij   | vóór 1800 |           | Beekstraat 19 | 51° 0' 50" NB, 5° 50' 16" OL | 1883/GM110 | Boerderij   |
| Café Salden | 1781      |           | Platz 9       | 51° 0' 54" NB, 5° 50' 19" OL | 1883/GM111 | Café Salden |

## Munstergeleen
De plaats Munstergeleen kent 6 gemeentelijke monumenten:
| Object                   | Bouwjaar                                            | Architect     | Locatie             | Coördinaten                   | Nr.        | Afbeelding               |
| ------------------------ | --------------------------------------------------- | ------------- | ------------------- | ----------------------------- | ---------- | ------------------------ |
| Klooster Abshoven        | XV en XVIIIa (abtshuis), 1910 (kapel en zusterhuis) | J.H.J. Kayser | Abshoven 27         | 50° 58' 6" NB, 5° 50' 57" OL  | 1883/GM112 | Klooster Abshoven        |
| Woonhuis                 | 1916                                                |               | Geleenstraat 20     | 50° 58' 32" NB, 5° 51' 30" OL | 1883/GM113 | Woonhuis                 |
| Woonhuis "Op de Krommel" | 1857                                                |               | Geleenstraat 30     | 50° 58' 30" NB, 5° 51' 27" OL | 1883/GM114 | Woonhuis "Op de Krommel" |
| Pastorie                 | 1924-1925                                           | N.M. Ramakers | Kerkstraat 3 en 5   | 50° 58' 28" NB, 5° 51' 48" OL | 1883/GM115 | Pastorie                 |
| Woonhuis met schuur      | 1931 (woonhuis) en XIXb (schuur)                    |               | Overstraat 1,3 en 5 | 50° 58' 32" NB, 5° 51' 46" OL | 1883/GM116 | Woonhuis met schuur      |
| Woonhuis                 | ca. 1919                                            |               | Overstraat 43       | 50° 58' 28" NB, 5° 51' 55" OL | 1883/GM117 | Woonhuis                 |

## Obbicht
De plaats Obbicht kent 8 gemeentelijke monumenten:
| Object                     | Bouwjaar               | Architect     | Locatie                | Coördinaten                  | Nr.        | Afbeelding             |
| -------------------------- | ---------------------- | ------------- | ---------------------- | ---------------------------- | ---------- | ---------------------- |
| Voormalig café Op den Camp | XIXb                   |               | Bornerweg 8            | 51° 1' 38" NB, 5° 47' 3" OL  | 1883/GM118 | Upload foto            |
| Sint-Willibrorduskapel     | 1825, verhoogd in 1904 | N.J. Dukers   | Ecrevissestraat 14     | 51° 1' 37" NB, 5° 46' 48" OL | 1883/GM012 | Sint-Willibrorduskapel |
| Voormalige pastorie        | 1880                   |               | Ecrevissestraat 18     | 51° 1' 36" NB, 5° 46' 48" OL | 1883/GM119 | Upload foto            |
| Woonhuis boerderij         | ca. 1925               |               | Koestraat 16           | 51° 1' 35" NB, 5° 46' 57" OL | 1883/GM120 | Upload foto            |
| Voormalig café Sparta      | XXa                    |               | Maasstraat 1           | 51° 1' 41" NB, 5° 46' 34" OL | 1883/GM010 | Upload foto            |
| Woonhuis                   | 1881                   |               | Maasstraat 26          | 51° 1' 38" NB, 5° 46' 32" OL | 1883/GM121 | Upload foto            |
| Voormalige boerderij       | XIXc                   |               | Maasstraat 37          | 51° 1' 34" NB, 5° 46' 33" OL | 1883/GM011 | Upload foto            |
| Pastorie                   | 1939                   | J.J. Wielders | Oude Raadhuisstraat 10 | 51° 1' 38" NB, 5° 46' 48" OL | 1883/GM122 | Upload foto            |

## Papenhoven
De plaats Papenhoven kent 2 gemeentelijke monumenten:
| Object                  | Bouwjaar | Architect | Locatie           | Coördinaten                  | Nr.        | Afbeelding  |
| ----------------------- | -------- | --------- | ----------------- | ---------------------------- | ---------- | ----------- |
| Boerderij "Hoeve Vliex" | 1860     |           | Op de Coul 26     | 51° 2' 41" NB, 5° 46' 44" OL | 1883/GM123 | Upload foto |
| Herenhuis "Huize Berlo" | 1908     |           | Oude Kerkstraat 2 | 51° 2' 30" NB, 5° 46' 47" OL | 1883/GM013 | Upload foto |

## Sittard
De plaats Sittard kent 123 gemeentelijke monumenten, zie de Lijst van gemeentelijke monumenten in Sittard